# Федис
Федис (званични назив: Фестивал драма и серија) је први и једини српски фестивал који је посвећен домаћим играним серијама.

## Историја
Међународни Фестивал драма и серија Федис, покренуо је, октобра 2011. године, новинар и културолог Ненад Миленковић. Федис је први и једини фестивал на ширем простору југоисточне Европе, који афирмише и вреднује ТВ серије. Од своје друге године постојања ФЕДИС фестивал, има међународни карактер, јер на њему учествују серије из региона: Србије, Хрватске, Босне и Херцеговине и Црне Горе. Федис фестивал део је званичног Програма Дома омладине Београда. До сада је додељено више од 100 награда ЗЛАТНА АНТЕНА нашим најзначајним глумцима и професионалцима међу којима су: Велимир Бата Живојиновић, Љубиша Самарџић, Јелисавета Сека Саблић, Предраг Мики Манојловић, Мира Бањац, Лазар Ристовски, Драган Бјелогрлић, Небојша Глоговац, Александар Берчек, Слобода Мићаловић, Синиша Павић...
Фестивал је основао Ненад Миленковић 2011. године у Београду. Сваке године се одржава током октобра.
Федис јединствена манифестација која је посвећена домаћим телевизијским серијама. Први пут је одржана од 12 до 14. октобра 2011. године у Центру за културу и образовање у Раковици. Први Федис је отворио глумац Власта Велисављевић, док сваки следећи отвара прошлогодишњи добитник Зланте антене за режију.
Група Странци у ноћи је извела песме из најпопуларнијих домаћих телевизијских серија: Врућ ветар, Бољи живот, Отписани, Камионџије, Грлом у јагоде и серија које су тада учествовале на фестивалу Наша мала клиника, Из икса у икс, Мирис кише на Балкану, Село гори, а баба се чешља и Из икса у двојку. Неке песме су отпевали и Ненад Окановић, Јана Милић, Искра Брајовић, Даница Тодоровић, Анђела Јовановић и Немања Јаничић.
Други Федис одржан је 24 и 25. октобра 2012. у Културном центру Чукарица, где ће бити одржани и следећи.
Право за учешће у конкуренцији за Федису имају телевизијске серије које су емитоване током године. Пошто се неке снимају и емитују у више сезона, дешава се да исте серије учествују више пута.
Из сваке серије учествује по један глумац, глумица и глумачки пар, од њих читаоци листа Прес гласовима бирају добитника. Такође се додељују награде за најбољу режију, сценарио, камеру, костим, монтажу и музику а добитнике бира стручни жири. Повеља за запажену споредну улогу додељује се по једном глумцу и једној глумици за запажену улогу коју су одиграли, из сваке серије која учествује.

## Награде
1. Награда за најбољу серију
2. Награда за најгледанију серију
3. Награда за најбољу режију
4. Награда за најбољи сценарио
5. Награда за најбољу фотографију
6. Награда за најбољи костим
7. Награда за најбољу музику
8. Награда за најбољу глумицу „Златна антена Милена Дравић"
9. Награда за најбољег глумца „Златна антена Љубиша Самарџић"
10. Награда за најбољи глумачки пар
11. Награда за најбољу женску епизодну улогу
12. Награда за најбољу мушку епизодну улогу
13. Награда за глумачко отковење године
14. Специјална награда ЗЛАТНА АНТЕНА за свеукупан допринос домаћој ТВ продукцији